# تریگو پدرسن
تریگو پدرسن (انگلیسی: Trygve Pedersen; ۲۶ ژوئیهٔ ۱۸۸۴ – ۱۴ اوت ۱۹۶۷) قایقران قایق بادبانی اهل نروژ بود.